# Château de Luisandre
Pour les articles homonymes, voir Château de la Bâtie.
Le château de Luisandre est une ancienne bâtie devenue château fort du XIVe siècle dont les ruines se dressent sur la commune de Saint-Rambert-en-Bugey dans le Bugey, dans département de l'Ain, en région Auvergne-Rhône-Alpes. Il est situé au sommet du mont Luisandre dans le Jura. Le château de pierre a succédé à une primitive bâtie.

## Localisation
Les ruines du château de Luisandre sont situées dans le département français de l'Ain sur la commune de Saint-Rambert-en-Bugey, à 5 kilomètres au nord et occupent le sommet du mont Luisandre à 805 mètres d'altitude. C'est un mont du massif du Jura de la région du Bas-Bugey.

## Historique

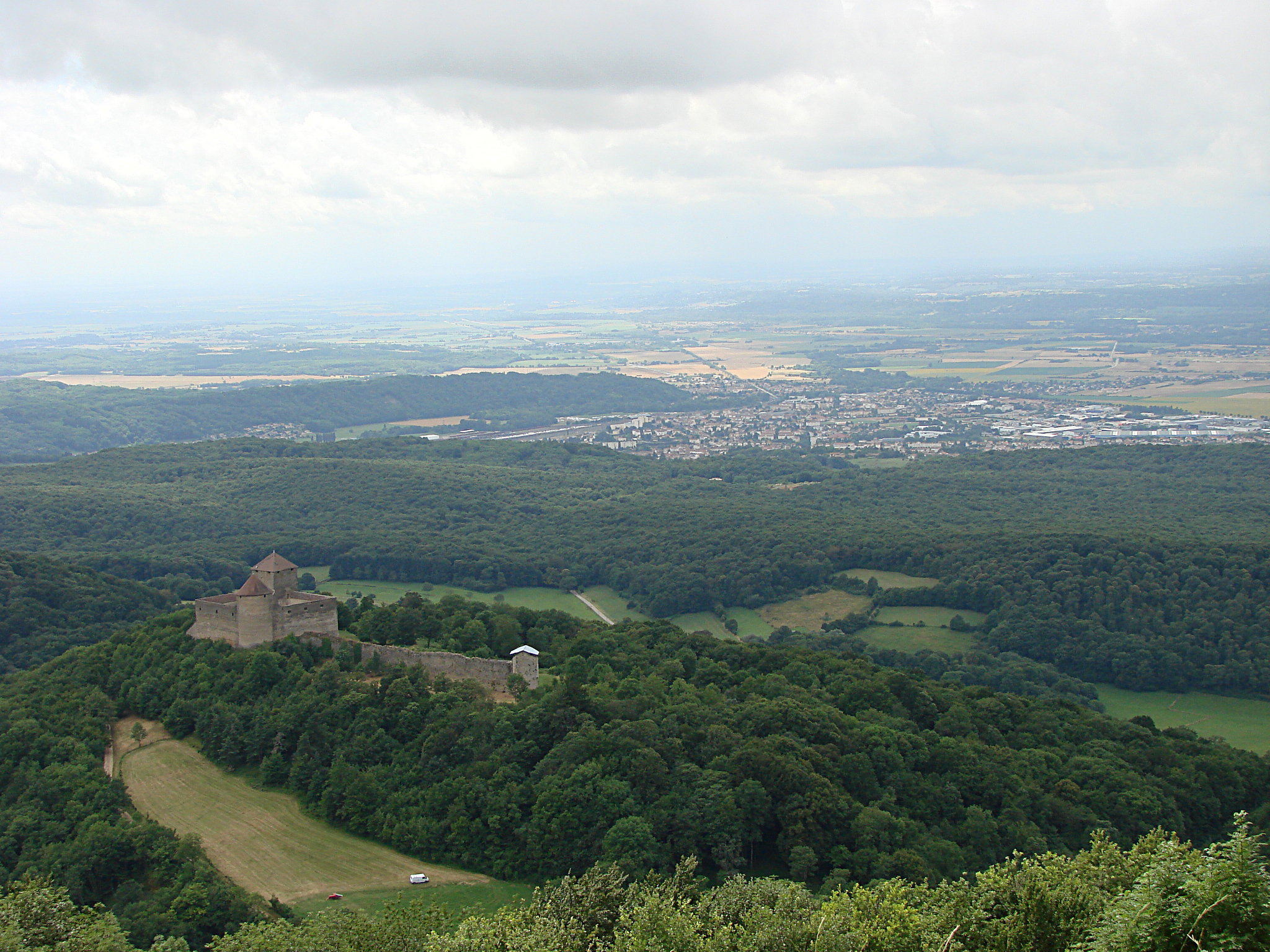
Une vue du château des Allymes depuis le mont Luisandre.

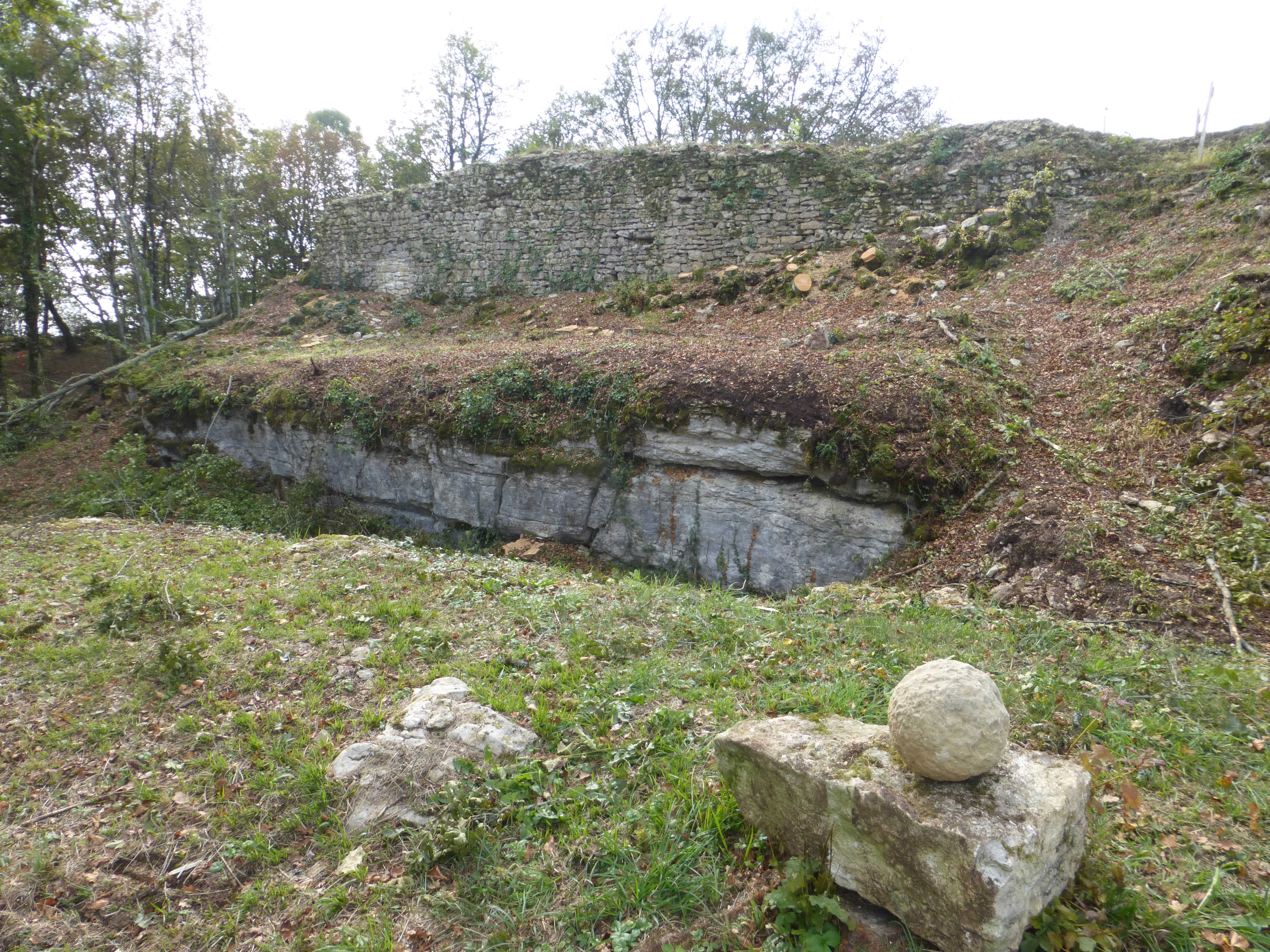

La bâtie de Luisandre est née du conflit entre Savoie et Dauphiné, et de la politique territoriale du comte de Savoie. Elle a été édifiée en 1304 et 1305 par le comte Amédée V.
La région de Luisandre, sujet de contestations territoriales, se trouvait au début du XIVe siècle à la frontière des terres savoyardes de Saint-Rambert-en-Bugey et des terres dauphinoises de Saint-Germain, sur la voie la plus courte pour aller de Saint-Rambert à Ambronay, Pont-d'Ain et la Bresse, toutes possessions savoyardes.
Afin de mieux protéger ses frontières, le comte de Savoie transforme, vers 1312, cette bâtie de terre et de bois en château de pierre. Le Dauphin tenta d'abord d'intimider les ouvriers avant de construire lui-même le château des Allymes, au plus près, soit à 800 mètres à vol d'oiseau mais 150 mètres en contrebas, de celui de Luisandre.
L'histoire de la bâtie de Luisandre n'a duré qu'un demi-siècle : en 1334, le traité de Chapareillan mit fin au conflit entre Savoie et Dauphiné dans la région, la guerre s'achevant en 1355 avec la signature du traité de Paris.
Cette terre, dont le nom apparaît dès l'an 1169, est inféodée, avec justice et dix livres viennoises de rentes de fonds de terre, seulement au commencement du XIVe siècle par le comte de Savoie, à Amé Roux, gentilhomme de Saint-Germain-d'Ambérieu, à condition qu'en cas de guerre ou autre nécessité, ledit Roux et les siens sont tenus de recevoir en ladite maison les comtes de Savoie et ceux qu'ils voudraient y mettre pour commander.
Elle passe ensuite, par acquisition auprès des héritiers dudit Roux, à Humbert Guyot, de la noble famille des Guyots de Bourg, qui la transmet à Pierre Guyot, son fils et héritier. Ce dernier eut quelque difficultés à en recevoir l'investiture, car le duc Amédée VIII de Savoie prétendit que cette seigneurie lui était dévolue faute d'hommage non fait, par ledit Humbert Guyot, seigneur de Luisandre et qu'il avait laissé ruiner la place, de telle façon que le duc ne pourrait s'en servir en temps de guerre suivant les premières conventions de l'inféodation faite par le Comte Vert. Toutefois, le duc moyennant la foi et l'hommage rendu par Pierre Guyot seigneur de Luisandre lui en fit donation pure et simple et l'en investi par lettres datées à Chambéry le 14 novembre 1416 ; sont présents le seigneur de Ternier, Jean de Beaufort, chancelier de Savoie, Gaspard de Montmayeur, maréchal de Savoie, Lambert Oddinet, Pierre Andrever, Pierre des Amblards, chevaliers et G. Mareschal, trésorier général de Savoie.
Pierre Guyot ne laisse qu'une fille, qui porte la seigneurie en dot à Antoine de Monspey, seigneur de la Tour de Replonges (Replonges), dans la famille duquel elle reste jusqu'à Jean de Monspey, lequel la vend, dans les premières années du XVIIe siècle, à René de Lucinge, seigneur des Allymes et de Montrosat (Neuville-les-Dames), conseiller et premier maître d'hôtel de son altesse de Savoie. Ses biens mis en discussion après son décès, René de Lucinge de Gères, son neveu, seigneur de la Motte (Treffort-Cuisiat), acquiert la seigneurie de Luisandre et la laisse à ses héritiers.
Elle arrive ensuite, vers la fin de ce même siècle, à François de Suduyrand et à Jeanne Sivelle, sa femme, qui la donnent, le 6 juillet 1731, à Jacques Estienne, écuyer. Après Jacques Estienne, elle passe à la famille Dujast, d'Ambérieu, qui en jouissait en 1789.
En 1650, il ne restait déjà plus qu'une vieille tour du château de Luisandre.

## Description
Le château de Luisandre a fait l'objet d'une campagne de relevés archéologiques.
Ainsi un plan topographique fait apparaître les structures conservées dans leur environnement, et un état des lieux et une synthèse historique ont été également réalisés
.